# Frame relay
Frame relay je jedan od najpopularnijih protokola za prijenos podataka (uz Ethernet i ATM). Koristi za povezivanje LAN,SNA, Internet ili čak “voice” aplikacija. Frame relay je pojednostavljena forma komutacije paketa u kome se sinkroni okviri podataka usmjeravaju k različitim odredištima zavisno od informacija sadržanih u zaglavlju okvira. Unatoč velikoj brzini usmjeravanja paketa s kraja na kraj, Frame relay nema jamstva za integritet podataka. Paketi se usmjeravaju kroz prividne krugove koji mogu biti stalnog ili privremenog karaktera, a za koje je moguće izvršiti rezervaciju mrežnih resursa definiranjem zajamčene brzine. Svaki stalni prividni krug ima trajno konfiguriran put od izvora do odredišta. Bez obzira na broj logičkih veza jedna lokacija korisnika se na Frame relay mrežu veže samo jednom iznajmljenom linijom. U zavisnosti od topologije WAN mreže korisnika, konfiguriranjem opreme pomoću softverskih alata ostvaruju se sve potrebne međuveze. Frame relay korisnicima javne mreže za prijenos podataka omogućeno je korištenje dvije klase servisa: 
- klasa servisa B zajamčena brzina,
- klasa servisa C zajamčena i proširena brzina.